# Роднини под прикритие
„Роднини под прикритие“ (на английски: The In-Laws) е американска комедия от 2003 г. с участието на Майкъл Дъглас, Алберт Брукс, Кандис Бъргън, Робин Тъни, Мария Рикоса, Линдзи Слоун и Райън Рейнолдс. Филмът е римейк на оригиналния филм от 1979 г. със същото име. Сцени на филма са заснети на място в Чикаго. Филмът е неуспешен и получава отрицателни отзиви.

## Сюжет
Стив Тобиас (Майкъл Дъглас) е агент а ЦРУ, чийто син, Марк (Райън Рейнолдс), се жени за Мелиса Пейзър (Линдзи Слоун).

## Участват
- Майкъл Дъглас – Стив Тобиас
- Алберт Брукс – Джери Пейзър
- Райън Рейнолдс – Марк Тобиас
- Линдзи Слоун – Мелиса Пейзър
- Робин Тунни – Анджела Харис
- Мария Рикоса – Катрин Пейзър
- Кандис Бъргън – Джуди Тобиас
- Дейвид Сушей – Жан-Пиер Тиходоукс
- Владимир Радиан – Черкасов
- Майкъл Боднър – Бодигард на Черкасов
- Бойд Банкс – пациент
- Сюзън Акерън – медицинска сестра
- Чанг Цен – Куан Ле
- Тамара Горски – Ядира
- Мат Бирман – агент в ресторант
- А. Ръсел Андрюс – агент Хъчинс (като Ръсел Андрюс)
- Ричард Уо – агент Торн

## Критика
„Rotten Tomatoes“ дава на филма 34% резултат, въз основа на 129 отзива, с 41% рейтинг за одобрение на аудиторията. Консенсусът гласи „по-големи и по-тънки от оригинала, но не непременно по-добри“. Филмът е провал в боксофиса, под 27 млн. долара, в сравнение с бюджета от 40 млн. долара.

## „Роднини под прикритие“ в България
В България филмът е издаден на VHS и DVD на 26 май 2004 г. от Гала Тийм.
На 30 октомври 2005 г. филмът е излъчен премиерно по bTV в неделя от 20:00 ч. с български субтитри.
На 6 юли 2013 г. филмът е излъчен по ТВ7 с български дублаж, записан от Андарта Студио. Екипът се състои от:
| Преводач           | Лъчезар Бояджиев                                              |
| Тонрежисьор        | Станислав Донев                                               |
| Озвучаващи артисти | Даниела Горанова Мина Костова Светломир Радев Мартин Герасков |

На 18 април 2015 г. до 15 септември 2016 г. се излъчва повторно по каналите на „БТВ Медия Груп“ със същия дублаж на Андарта Студио.
На 19 октомври 2017 г. започва повторно по KinoNova с втори дублаж на Нова Броудкастинг Груп, чието име не се споменава. Екипът се състои от:
| Озвучаващи артисти  | Яница Митева Христина Ибришимова Нина Гавазова Силви Стоицов Александър Воронов Христо Узунов |
| Преводач            | Саша Добрева                                                                                  |
| Тонрежисьор         | Димитър Кукушев                                                                               |
| Режисьор на дублажа | Димитър Кръстев                                                                               |

На 24 декември 2021 г. е излъчен и по БНТ 1 с български субтитри, обработен от екип на Дирекция „Програмно съдържание“.